# Weißpunkt-Kofferfisch
Der Weißpunkt-Kofferfisch (Ostracion meleagris) lebt im gesamten Indopazifik, von der Küste Ostafrikas bis Mexiko, nördlich bis an die Küsten des südlichen Japan und südlich bis nach Neukaledonien und dem Tuamotu-Archipel. Man unterscheidet neben der Nominatform O. meleagris meleagris, die Unterarten O. meleagris camurum von Japan bis Hawaii und O. meleagris clippertonense im östlichen Pazifik. Im Roten Meer und im Golf von Aden wird der Weißpunkt-Kofferfisch durch den Blauschwanz-Kofferfisch (Ostracion cyanurus) ersetzt. Er bevorzugt Lagunen und Außenriffe, in Tiefen von einem bis 30 Metern. Jungfische verstecken sich oft in langstacheligen Seeigeln.

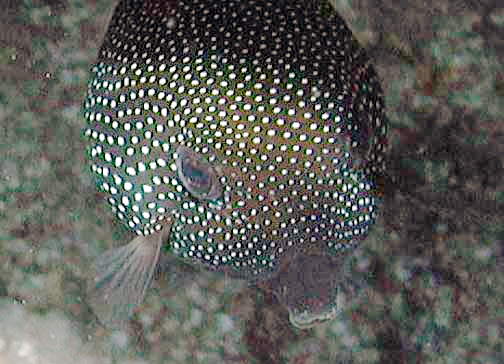
Jungfisch oder Weibchen

Weißpunkt-Kofferfische haben, als Ausnahme unter den Kofferfischen, einen ausgeprägten Sexualdimorphismus, Jungfische und Weibchen sind dunkelbraun bis schwarz mit einem dichten Muster von weißen Flecken. Sie wurden früher als eigene Art, O. sebae beschrieben. Ausgewachsene Männchen haben blaue, mit gelben Punkten gesprenkelte Flanken, auch die Flossen sind blau. Vom gelben Auge erstreckt sich ein gelbes Band zur Oberkante des Schwanzstiels und grenzt den Schwarzen, weiß gesprenkelten Rücken ab.
Flossenformel: Dorsale 9, Anale 9, Caudale 10
Die einzelgängerischen Fische ernähren sich von Algen und den in ihnen lebenden Kleintieren, sowie von bodenbewohnenden Wirbellosen, wie Weichtieren, Schwämmen, Vielborstern, Copepoden und Manteltieren.